# نهر غلوستر

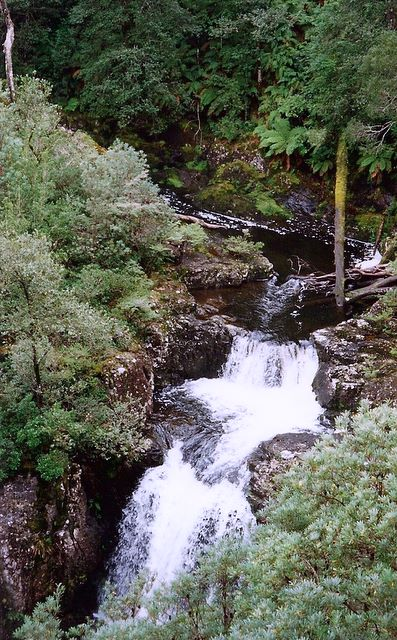
شلالات نهر غلوستر العليا

نهر غلوستر، (بالإنجليزية: Gloucester River)‏ يقع النهر والرافد الرئيسي لتجمعات نهر مانينغ في المناطق النائية في منتصف الساحل الشمالي، نيو ساوث ويلز، أستراليا.